# Валь-до-Дубра
Валь-до-Дубра (гал. Val do Dubra, ісп. Valle del Dubra) — муніципалітет в Іспанії, у складі автономної спільноти Галісія, у провінції Ла-Корунья. Населення — 4423 осіб (2009).
Муніципалітет розташований на відстані близько 502 км на північний захід від Мадрида, 43 км на південний захід від Ла-Коруньї.
Муніципалітет складається з таких паррокій: Арабешо, Бембібре, Бушан, Коусьєйро, Ервіньйоу, Нівейро, Парамос, Портомейро, Портомоуро, Ріаль, Сан-Роман, Віларіньйо.

## Географія
Через муніципалітет протікає річка Тамбре.

## Демографія
Динаміка населення (INE ):

## Галерея зображень

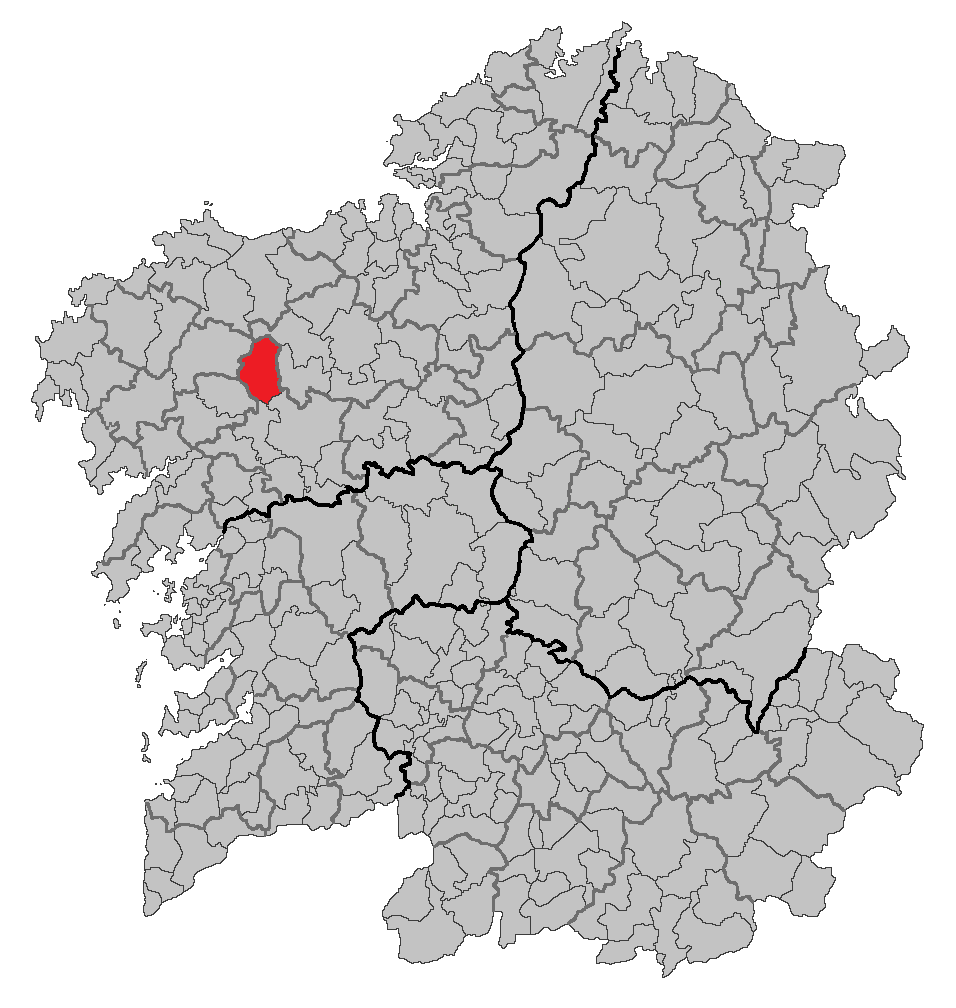
Розташування муніципалітету